# Lonchocarpus rubiginosus
Lonchocarpus rubiginosus är ett träd som tillhör ärtväxterna och beskrevs 1860 av George Bentham. Arten ingår i släktet Lonchocarpus och familjen Fabaceae. Trädet är bara känt från Franska Guyana och växer främst i fuktiga tropiska biotoper. Inga underarter finns listade i Catalogue of Life.